# منسفیلد (ویرجینیای غربی)
منسفیلد، ویرجینیای غربی (به انگلیسی: Mansfield, West Virginia) یک محدوده ثبت‌نشده در ایالات متحده آمریکا است که در شهرستان باربر، ویرجینیای غربی واقع شده‌است.

## خصوصیات
منسفیلد   ۴۳۰٫۹۹ متر بالاتر از سطح دریا واقع شده‌است.